# Trnava Cabunska
Trnava Cabunska est un village de la municipalité de Suhopolje (Comitat de Virovitica-Podravina) en Croatie. Au recensement de 2011, le village comptait 42 habitants.